# The Colonial Origins of Modern Social Thought
The Colonial Origins of Modern Social Thought: French Sociology and the Overseas Empire (français : Les Origines coloniales de la pensée sociale moderne : la sociologie française et l'empire d'outre-mer) est un livre de George Steinmetz. Il a été publié par Princeton University Press en 2023 et fait partie de sa série Princeton Modern Knowledge,.

## Résumé
Dans son œuvre George Steinmetz relate qua la colonisation a des effets directes sur la société fondatrice et les colonisés. Son entreprise consiste dans l'analyse de l'après-guerre pour décrire le régime déjà instauré. Le retour réflexif est lié à la fin de la colonisation Steinmetz a expliqué comment la majorité des Français soutenaient l'empire, mais certains d'entre eux, et surtout certains de ces sociologues, étaient explicitement opposés au colonialisme. Steinmetz nous permet de voir l'importance de la sociologie coloniale de la discipline en France. L'auteur étale de nombreuses institutions coloniales : intérêts de domination sur la population dans diverses parties du globe d’où le savoir au service du pouvoir, un orientalisme savant avec la naissance de jeunes chercheurs.
Steinmetz conclut son œuvre par un paradoxe de la colonisation : que la sociologie française était plus axée sur le reste du monde pendant la période du colonialisme, et que la sociologie française s'est repliée dans une sorte d'accroupissement nationaliste méthodologique par la suite, un provincialisme dans lequel ils n'étudiaient que la France et ne s'intéressaient pas au reste du monde,,,,,.

## Revu
Dans sa critique du livre de Steinmetz, Jean-Louis Fabiani reconnaît l'ambition remarquable de l'auteur qui cherche à évaluer l'impact colonial sur le développement des sciences sociales, en particulier en France. Il souligne l'importance de l'approche réflexive de Steinmetz dans l'analyse des conséquences épistémologiques de l'héritage colonial. Fabiani apprécie également la manière dont l'auteur explore la relation complexe entre la sociologie coloniale et la discipline en France, mettant en lumière les tensions et les évolutions historiques. Il reconnaît l'originalité de l'approche de Steinmetz dans l'exploration des institutions de savoir coloniales et leur autonomisation progressive. Enfin, Fabiani souligne l'importance de l'expérience coloniale dans la formation et les carrières des chercheurs en sciences sociales, ce qui enrichit la compréhension de l'influence du colonialisme sur la pensée académique.

Fabiani a écrit:
« ce livre est un grand livre, .... un ouvrage appelé à devenir la référence de toutes les recherches sur la sociologie française. »
Dans sa critique du livre, le historien allemand Jürgen Osterhammel semble impressionné par la richesse et l'ambition de l'ouvrage de George Steinmetz. Il souligne la méthodologie approfondie et l'ampleur de l'exemple fourni par l'auteur, ainsi que sa capacité à remettre en question les idées préconçues sur l'histoire de la sociologie. Osterhammel apprécie également la manière dont Steinmetz aborde avec nuance et rigueur les implications du colonialisme dans la sociologie du milieu du XXe siècle. Il souligne l'importance des portraits d'académiciens présentés par Steinmetz, qui démontrent une profondeur intellectuelle et une compréhension subtile des enjeux de leur époque.